# Cambridge (Ohio)
Cambridge è una località degli Stati Uniti d'America, capoluogo della contea di Guernsey, nello Stato dell'Ohio.